# Schenborn
Schenborn (ukrainisch und russisch Шенборн; deutsch Unterschönborn, ungarisch Alsóschönborn, tschechoslowakisch Nové Selo) ist ein deutschsprachiges Dorf in der Oblast Transkarpatien (genauer im Rajon Mukatschewo), Ukraine.
Es liegt südlich der Stadt Mukatschewo und wurde nach 1728 durch den Fürstbischof Karl Friedrich Schönborn mit mainfränkischen Einwanderern besiedelt. Eine schon zuvor existierende Siedlung mit dem Namen Nowo Selo hatte nur noch 6 Familien als Einwohner, die aus der Gegend von Bamberg und Würzburg stammenden Siedler errichteten abseits der alten Siedlung eine neue. Noch heute leben im Dorf überwiegend Schönbornfranken. Die etwa 370 Einwohner sprechen zum größten Teil Deutsch, da zum Großteil deutsche Auswanderer dort leben, und die deutsche Sprache über mehr als 200 Jahre beibehalten wurde. Bis 1945 gab es im Ort eine deutsche Schule, seit 1991 ist diese wiedereröffnet worden.
Bis 1919 gehörte der Ort zu Ungarn, danach war er bis 1938 ein Teil der Tschechoslowakei (ČSR), 1938–1945 wurde er wieder von Ungarn aufgrund des Wiener Schiedsspruches annektiert, seit 1945 ist er Teil der Sowjetunion beziehungsweise seit 1991 ein Teil der Ukraine. Von 1946 bis zum 1. April 1995 trug das Dorf den Namen Nowe Selo (Нове Село) bzw. russisch Nowoje Selo (Новое Село).
1994 eröffnete die Gemeinschaft Stabat Mater Maria ein römisch-katholisches Missionszentrum. Von dort betreiben deutschsprachige Priester und Laien die Seelsorge.
Am 12. Juni 2020 wurde das Dorf ein Teil neu gegründeten Stadtgemeinde Mukatschewo im Rajon Mukatschewo; bis dahin bildete es die Landratsgemeinde Schenborn (Шенборнська сільська рада/Schenbornska silska rada).